# Penteracto

Proyección ortogonal de un penteracto en un polígono de Petrie. El vértice central, en naranja, está duplicado.

En geometría de quinta dimensión, un penteracto es un hipercubo de 32 vértices, 80 líneas, 80 cuadrados, 40 cubos y 10 hipercubos. Su nombre es el resultado de combinar el nombre de teseracto o hipercubo con el prefijo penta, que se deriva del griego y significa cinco (en este caso, cinco dimensiones).
Es parte de una familia infinita de figuras n dimensionales conocida como hipercubos. De manera análoga a la que un teseracto se forma en la cuarta dimensión, se requieren 10 teseractos para formar un penteracto, hay 60 teseractos en un hexeracto, y hay 280 teseractos en un hepteracto, esto es, el análogo del teseracto en siete dimensiones, o sea, un hipercubo en la séptima dimensión.
- Datos: Q768387
- Multimedia: 5-cube / Q768387